# Mullerornis
Mullerornis is een geslacht van uitgestorven loopvogels uit de orde van de olifantsvogels (Aepyornithiformes). De soort kwam in het Holoceen voor in Madagaskar. 

## Vondsten
Beenderen zijn gevonden in de zuidelijke helft van Madagaskar, zowel in het droge zuidwesten als de hooglanden. Voorheen werden vijf soorten gerekend tot het geslacht Mullerornis, maar M. modestus is de enige soort die nu nog als geldig wordt beschouwd.

## Uiterlijke kenmerken
Mullerornis was de kleinste olifantsvogel en het was iets kleiner dan een struisvogel.

## Beschrijving
Mullerornis was kleiner dan de bekendere Aepyornis en iets kleiner dan een struisvogel, met een nog steeds aanzienlijk lichaamsgewicht van ongeveer 80 kilogram. Een bot dat mogelijk toebehoort aan Mullerornis is radiokoolstofgedateerd op ongeveer 1260 BP, wat aangeeft dat het dier nog leefde aan het einde van het eerste millennium. Hansford en Turvey (2018) toonden aan dat Aepyornis modestus een ouder synoniem is van alle nominale Mullerornis-soorten, beschreven door Milne-Edwards en Grandidier (1894), wat resulteerde in de nieuwe combinatie Mullerornis modestus.

## Paleobiologie

### Nachtactiviteit
Net als andere olifantsvogels en zijn verwanten van de kiwi, was Mullerornis waarschijnlijk nachtactief, gezien de geringe grootte van zijn optische lobben. Het dier vertoont echter minder verkleining van de optische lobben dan deze andere taxa, wat impliceert dat het een iets meer nachtelijke levensstijl had.

### Eetpatroon
Isotopisch bewijs toont aan dat Mullerornis waarschijnlijk een herbivoor was.

### Voortplanting
De eieren van Mullerornis waren aanzienlijk kleiner dan die van Aepyornis. Ze wogen ongeveer 0,86 kilogram en de schaal was ongeveer 1,1 millimeter dik.

## Taxonomie
Het geslacht is vernoemd naar Georges Muller, een Franse ontdekkingsreiziger die in 1892 werd gedood door vijandige leden van het Sakalava volk.
Synoniemen van Mullerornis modestus
- Mullerornis betsilei Milne-Edwards & Grandidier, 1894
- Mullerornis agilis Milne-Edwards & Grandidier, 1894
- Mullerornis ruis Milne-Edwards & Grandidier, 1894
- Mullerornis grandis Lamberton 1934 (holotype vernietigd in een brand in 1995)